# ChIP-on-Chip
La méthode de Chromatin ImmunoPrecipitation on Chip (abrégée ChIP-on-chip ou ChIP-chip) permet l'étude des protéines interagissant avec la molécule d'ADN. Il s'agit d'une combinaison de la technique de Chromatin Immunoprécipitation avec la méthode des puces à ADN.
Elle est en général utilisée pour repérer des sites de fixation de facteurs de transcription. Elle permet donc de localiser ces sites et d'étudier les séquences d'ADN correspondantes.
Contrairement aux autres techniques classiques d'étude des interactions protéines - ADN, l'ADN utilisé ici est directement récupéré in vivo.

## Principe
On peut décomposer le "protocole" en trois étapes : la partie ChIP, suivie d'une expérience classique sur puce et enfin, l'analyse de la puce.

### ChIP
1. Liaison covalente in vivo des protéines à l'ADN, en général par l'utilisation de formaldéhyde
2. Extraction de l'ADN de la cellule
3. Découpage de l'ADN en courts brins (Par exemple par sonication)
4. Sélection des fragments (associés à la protéine étudiée) grâce à un anticorps correspondant
5. Précipitation des complexes ADN-protéine-anticorps, élimination du surnageant (i.e. ADN non associé à la protéine d'intérêt)
6. Séparation du complexe ADN-protéine pour ne garder que l'ADN (avec de la protéinase K par exemple)

On obtient ainsi une collection de fragments d'ADN d'assez courte taille et dont on sait qu'ils interagissent avec une protéine d'intérêt (celle sélectionnée par l'anticorps en (4)).

### Étude du résultat de la partie ChIP
On utilise ensuite une puce à ADN en vue d'identifier les fragments recueillis dans la première partie. On a en effet une collection de fragments dont on sait qu'ils interagissent avec une protéine d'intérêt. Il est évidemment intéressant de mieux caractériser ces fragments, dans le but de les localiser sur le génome ou d'étudier leur séquence même. Des caractéristiques communes des fragments (polarité, séquences consensus...) peuvent être mises en évidence. D'autre part, on peut mettre en évidence de nouveaux gènes régulés par la protéine d'intérêt.
La méthode ChIP est suivie, dans la technique "ChIP on chip", d'une analyse sur puce. Il est néanmoins à noter que l'utilisation de puces à ADN pour l'identification et la caractérisation des fragments n'est pas obligatoire. On peut aussi utiliser une classique PCR pour identifier des fragments connus et vérifier leur présence ou leur absence.
L'utilisation de puce à ADN en deuxième partie permet cependant d'accélérer le processus d'identification des séquences, puisqu'on teste potentiellement plusieurs milliers de séquences à la fois. La PCR restreint l'étude à un fragment à la fois, mais est moins coûteuse.

## Utilisation
L'utilisation la plus classique est l'identification de facteurs de transcription. L'originalité et l'intérêt de cette méthode viennent du fait que l'extraction d'ADN se fait in vivo, ce qui permet d'avoir une idée plus réaliste des processus à l'œuvre dans les cellules lors de l'initiation de la transcription.

## Analyses et logiciels
CoCAS: un logiciel libre adapté aux puces Agilent.